# Parafia św. Brygidy w Rosewood
Parafia św. Brygidy w Rosewood – parafia rzymskokatolicka, należąca do archidiecezji Brisbane.
Przy parafii funkcjonuje katolicka szkoła podstawowa św. Brygidy.
Na terenie parafii znajduje się kościół filialny św. Bonifacego w Marburg.